# Pseudembia flava
Pseudembia flava is een insectensoort uit de familie Embiidae, die tot de orde webspinners (Embioptera) behoort. De soort komt voor in India.
Pseudembia flava is voor het eerst wetenschappelijk beschreven door Ross in 1943.